# Savagnin Rose
Der Savagnin Rose (auch Savagnin rosé) oder Rosa Traminer ist eine Weißweinsorte. Obwohl die Haut der Beeren ähnlich wie bei Grauburgunder rötlich bis rot gefärbt ist, wird sie den weißen Sorten zugeordnet. Sie wird fast nur noch im Elsass und im badischen Weinort Durbach kultiviert. Savagnin Rose ist eine Mutation des Savagnin.
Der Ampelograph Pierre Galet behauptet, dass aus dem Savagnin Rose der Gewürztraminer hervorging. Beide Rebsorten sind nur von geübten Fachleuten mit dem Auge voneinander zu unterscheiden. Der visuell offensichtlichste Unterschied ist die Transparenz der Beerenschale kurz vor dem Farbumschlag der Beere (franz. veraison). Mittels DNA-Analyse kann genetisch Differenzierung vorgenommen werden. Bis zum Anfang der 1970er Jahre wussten die Winzer oftmals nicht, warum gewisse Gewürztraminerweine nicht das übliche florale Bouquet aufwiesen. Daher wurde meist erst nach dem Weinausbau entschieden, welcher Wein als Gewürztraminer und welcher Wein als Traminer deklariert wurde. Sowohl Savagnin rose als auch Gewürztraminer standen meist ungewollt im Gemischten Satz beieinander.
Für weitere Verwirrung sorgt das Synonym Clevner, da eines der gebräuchlichen Synonyme des Weißburgunder Clevner ist.
In Durbach / Baden liegt die größte zusammenhängende Anbaufläche für Savagnin rosé. Dort wird er Durbacher Clevner genannt, da man lange Zeit davon ausging, dass die Rebstöcke 1780 von Großherzog Carl Friedrich von Baden aus Cleven, dem heutigen Chiavenna, nach Durbach gebracht wurden. Durbach galt und gilt daher bei Weinkennern als Clevner-Dorf. Tatsächlich stammten die Rebstöcke vom Schloßberg aus der Weinbaugemeinde Rhodt unter Rietburg (Pfalz). Diese Gemeinde war im Mittelalter das Traminer-Dorf schlechthin. Der im Besitz von Carl-Friedrich befindliche Weinberg unterhalb der Rietburg lieferte 1780 beide Durbacher Traminer-Sorten (Clevner und Gewürztraminer). 
Bei dem im Elsass unter dem Namen Klevener de Heiligenstein vermarkteten Wein handelt es sich ebenfalls um ein Produkt der Rebsorte Savagnin rose.

## Ampelographische Sortenmerkmale
In der Ampelographie wird der Habitus folgendermaßen beschrieben:
- Die Triebspitze ist offen. Sie ist weißwollig behaart. Die Triebspitze ist weißgrünlich mit karminrotem Anflug gefärbt. Die Jungblätter sind leicht wollig  behaart und von gelblicher Farbe.
- Die kleinen Blätter sind meist ganz (allerdings selten fünflappig und tief gebuchtet). Die Stielbucht ist lyrenförmig und nur leicht offen. Das Blatt ist stumpf gezahnt. Die Zähne sind im Vergleich zu anderen Sorten mittelgroß.
- Die walzenförmige Traube ist klein und dichtbeerig. Die rundlichen Beeren sind klein und von rosé oder rotgrauer Farbe. Der Geschmack der Beeren ist neutral. Die Beerenschale ist dickwandig

Die mäßig wuchskräftige Rebsorte reift ca. 20 Tage nach dem Gutedel und gilt somit als spät reifend. Die Erträge sind meist gering, durch eine Reberziehung wird der Ertrag gesteigert. Durch die dicke Beerenschale ist die Sorte kaum anfällig für Fäule und kann daher lange am Rebstock bleiben. Anfällig ist die Sorte für den Echten Mehltau.

## Synonyme
Bekannt ist der Savagnin Rose auch unter den Bezeichnungen Clevener, Drumin, Durbacher Clevner, Heiligensteiner Clevener, Heiligensteiner Klevener, Livora, Livora cervena, Rosa Traminer, Roter Traminer, Ryvola, Savagnin rose non musqué, Tramin cerveny, Traminac redci, Traminer rose, Traminer roz und Tramini piros.